# 20207 Dyckovsky
20207 Dyckovsky è un asteroide della fascia principale. Scoperto nel 1997, presenta un'orbita caratterizzata da un semiasse maggiore pari a 2,9820091 UA e da un'eccentricità di 0,0835997, inclinata di 10,14890° rispetto all'eclittica.